# مارسين كازماريك
مارسين كازماريك (بالبولندية: Marcin Kaczmarek)‏ (3 ديسمبر 1979 في بولندا - ) هو لاعب كرة قدم بولندي في مركز الدفاع. شارك مع منتخب بولندا لكرة القدم. أما مع النوادي، فقد لعب مع كورونا كييلتسى وليخيا غدانسك وويدزي لودز وأوستروفيتش شفايتوكرجيسكي ‏ ونادي ال كي اس ودز وOlimpia Grudziądz ‏ وKKS 1925 Kalisz ‏.

## وصلات خارجية
- مارسين كازماريك على موقع قاعدة بيانات كرة القدم.إي يو (الإنجليزية)
- مارسين كازماريك على موقع ناشيونال فوتبول تيمز (الإنجليزية)